# Arts plastiques au IIe siècle av. J.-C.
Arts plastiques au IIIe siècle av. J.-C. - Arts plastiques au IIe siècle av. J.-C. - Arts plastiques au Ier siècle av. J.-C.
Chronologie des arts plastiques

## Événements
- Vers 200 av. J.-C. : statues de marbre à caractère érotique (Vénus à la Toilette, le dieu Pan s’accouplant avec une chèvre). Éphèbe d'Agde[1].
- 189-188 av. J.-C. : à Rome, la victoire sur Antiochos III de Syrie et la paix d’Apamée marque, de l’avis même des Anciens, la naissance de la Luxuria, c’est-à-dire de la consommation privée du luxe[2]. Après les victoires sur la Macédoine et la Syrie, une quantité énorme d’œuvres d’art mais aussi d’artistes, de rhéteurs, de peintres et de philosophes grecs déferlent sur Rome, chargés de former les jeunes nobles et de produire des objets destinés à la consommation privée.

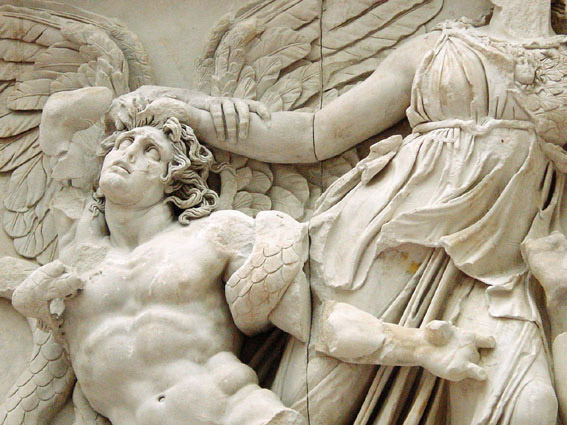
Jeune Géant terrassé par Athéna, détail de la frise Est du Grand autel, musée de Pergame

- Vers 180-160 av. J.-C. : Gigantomachie, bas-relief sculpté du Grand autel de Pergame[1].
- Vers 180 av. J.-C. : l’arbre sacré de la bodhi sous lequel Bouddha a atteint l’illumination à Bodh-Gaya est entouré d’une vedikâ (balustrade) de grès à l’époque de la dynastie Shunga[3].

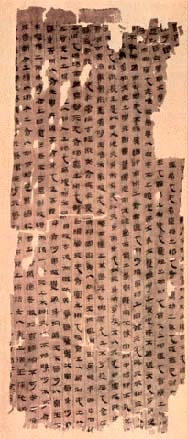
Fragment de manuscrit sur soie découvert à Mawangdui.

- Vers 168 av. J.-C., Chine : construction de la tombe no 1 de Mawangdui, dans le royaume de Changsha, découverte de 1972 à 1974. Chambre funéraire de bois, recouverte de 16 m de terre pilée, scellée de charbon de bois et d’argile blanche, ce qui a permis la conservation de l’intérieur, y compris le corps de la défunte, l’épouse du marquis de Dai, Premier ministre du royaume, morte entre 168 et 145 av. J.-C.. Elle est enveloppée de 20 épaisseurs de tissus, fixés par neuf ceintures et placée dans quatre cercueil emboîtés, entourés de compartiments pour le mobilier funéraire : provisions, herbes médicinales, vêtements, tissus de soie, instruments de musique (cithare, orgue à 22 tuyaux, cornemuses), 162 figurines de bois, maquettes funéraires, laques (coffrets de toilette tripodes, vases, cuillères, louches, coupes et gobelets, cruches, plateaux, éventails)[4]. Elle contient les plus anciennes versions intégrales connues du Dao de jing[5].

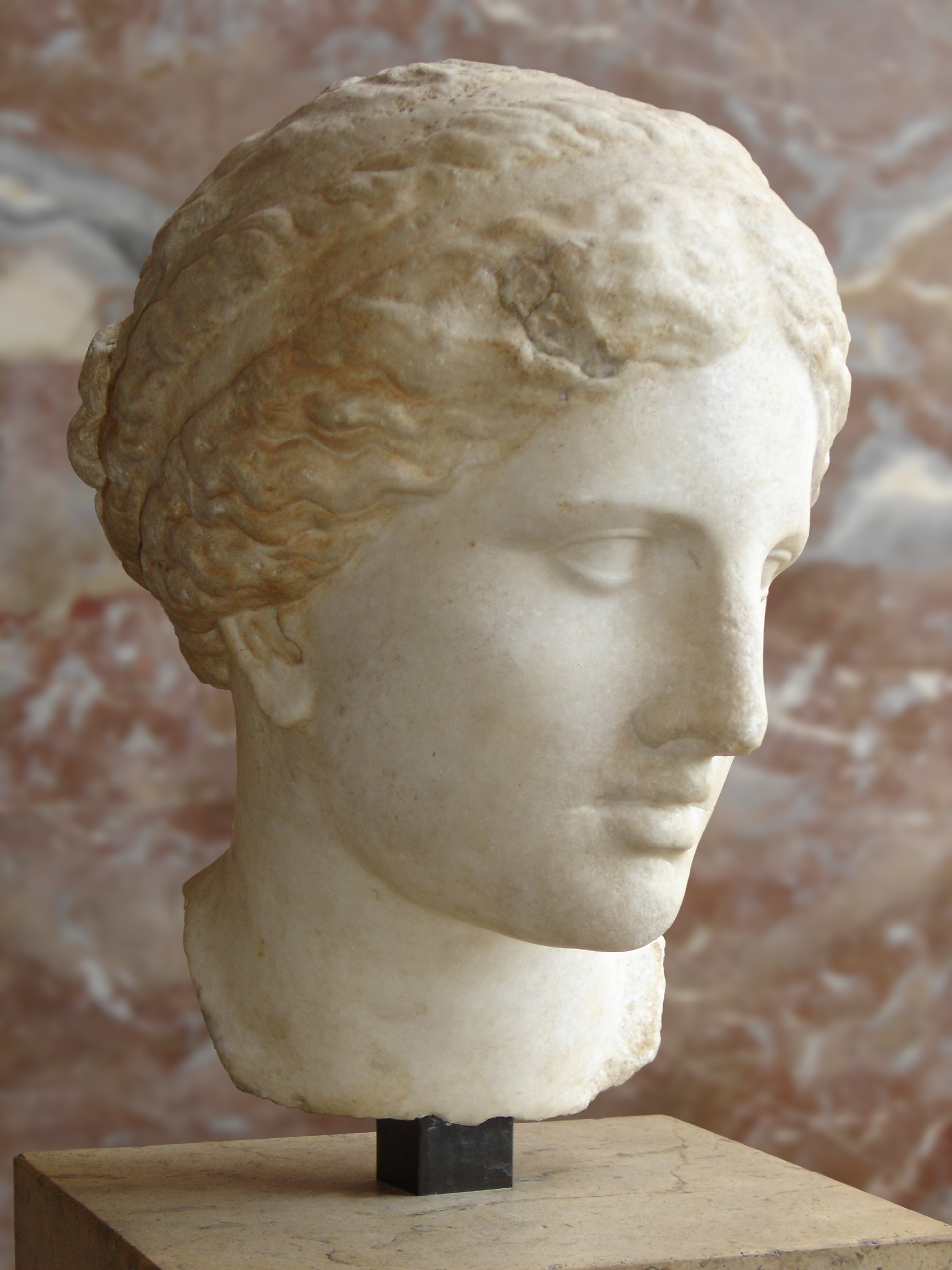
Tête d'Aphrodite « Kaufmann », variante de l'Aphrodite de Cnide dont Phryné aurait été le modèle, v. 150 av. J.-C., musée du Louvre.

- Vers 180-140 av. J.-C. : développement de l’art gréco-bouddhique au Gandhara, notamment pendant le règne de Ménandre Ier (vers 166/145 av. J.-C.)[6].
- 149-148 avant J.-C. : statue d'Hercule à Behistun[7].
- Vers 150 av. J.-C. : débuts de l’école de sculpture dite « néo-attique ». La sculpture s’académise et les modèles sont systématiquement choisit dans le passé de l’époque classique[8].
- Vers 150-80av. J.-C. :  à Rome, style de peinture « à incrustation », imitant le marbre et le bois[9].

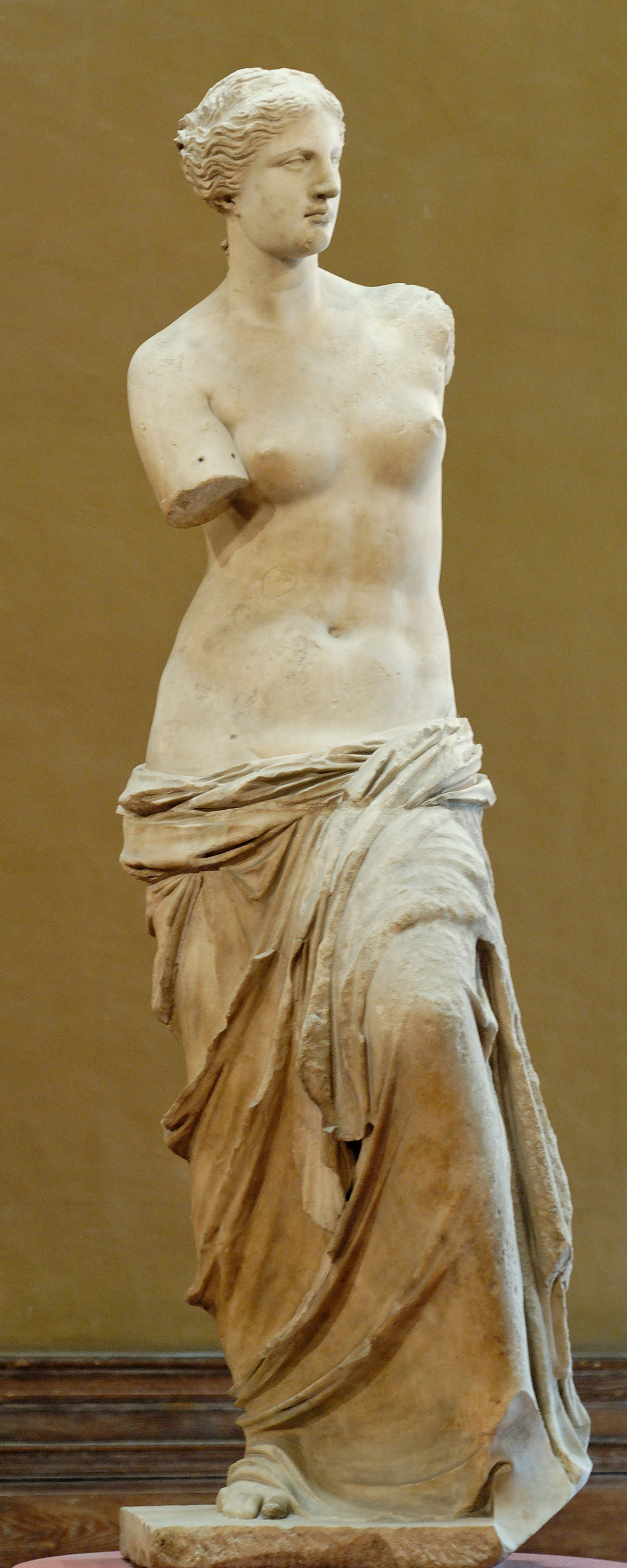
Vénus de Milo

- Vers 130-100 av. J.-C. : Vénus de Milo[10].

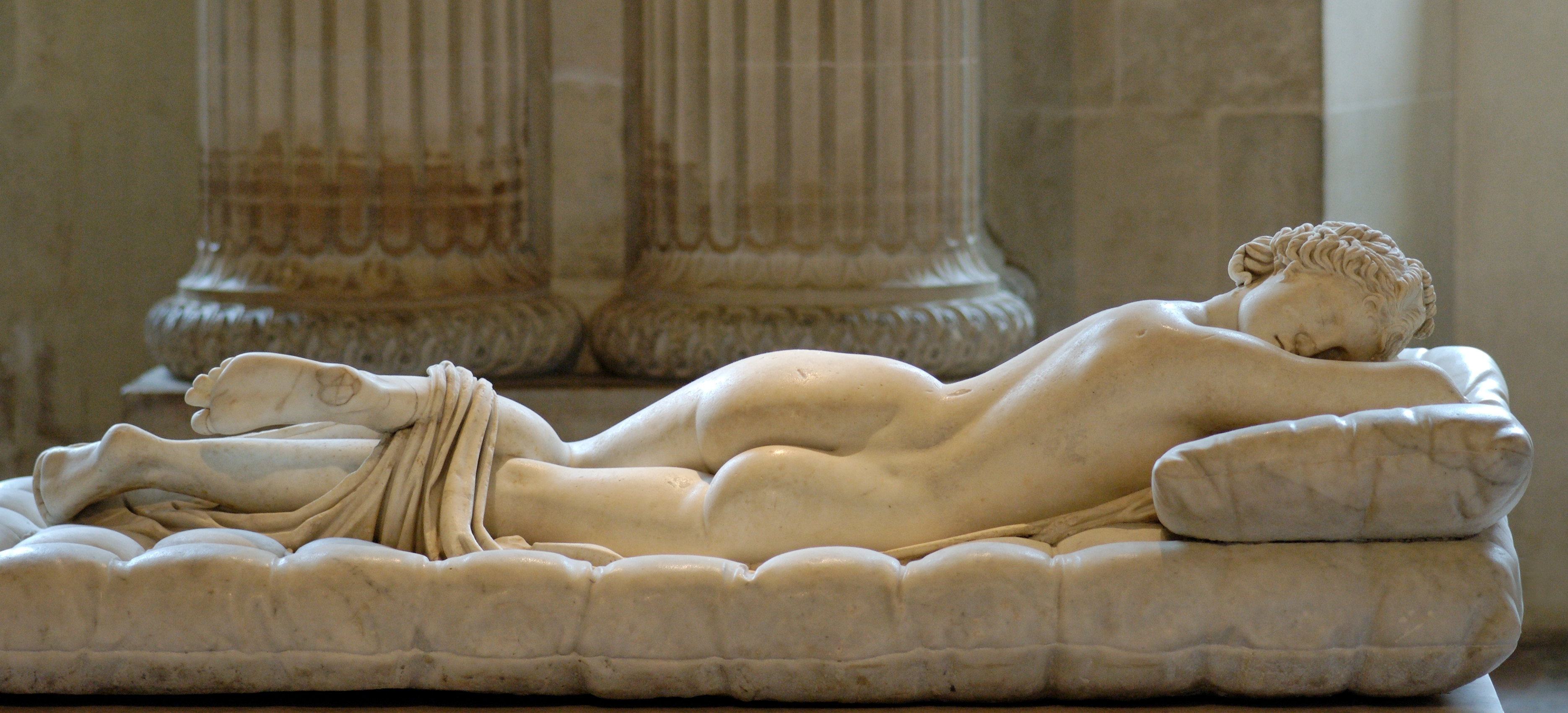
Hermaphrodite endormi, copie romaine d'un original grec du, musée du Louvre

- Vers 114 av. J.-C. : construction à Rome de l'Autel de Domitius Ahenobarbus sur le Champ de Mars.
- Vers 110 av. J.-C. :
  - érection du pilier d'Héliodoros à Vidisha, en Inde[11].
  - Éros et Psyché, Hermaphrodite endormi, statues hellénistiques réalisées à Alexandrie[1].
- Vers 100 av. J.-C. : 
  - à Rome, les sépulcres gentilices sont progressivement remplacés par des sépulcres individuels héroïsés, comme celui de S. Sulpicius Galba, consul en 108 av. J.-C.[12]. Parallèlement se développe en sculpture l’usage du portrait réaliste sur le modèle du portrait hellénistique[13].
  - groupe du Taureau Farnèse à Tralles (Lydie), sculpture représentant le mythe du châtiment de Dircé, attaché à un taureau sauvage et précipité dans une fontaine par les deux fils d’Antiope, attribuée à Apollonios et Tauriscus de Tralles[14].